# Yu Jie
Yu Jie (xinès 余杰) és un escriptor xinès i activista democràtic. Autor de 30 llibres èxits en vendes, Yu va ser descrit per la New York Review of Books el 2012 com "un dels assaigistses i crítics més destacats de la Xina".
també actua al moviment dissident xinès i va ser arrestat i suposadament torturat el 2010 per la seva amistat amb el premi Nobel de la Pau Liu Xiaobo i per la biografia crítica del primer ministre Wen Jiabao, titulada El Millor Actor de la Xina: Wen Jiabao. Després de més d'un any d'arrest domiciliari, Yu va emigrar als Estats Units amb la seva família el gener de 2012. Més tard, aquest any, va ser guardonat amb el Premi al Coratge Civil de la Train Foundation.

## Carrera literària
Originari de Chengdu, Yu va estudiar a la Universitat de Pequín i es va especialitzar en literatura xinesa moderna.
El seu primer llibre, Foc i gel (火与冰, 1999), va incloure una extensa crítica política i social. Després de la seva publicació de 1999, Yu es va convertir en una "sensació literària". El mateix any, va conèixer i es va fer amic de l'activista democràtic Liu Xiaobo, i es va fer actiu en el moviment dissident xinès. Com a part del seu treball amb Liu, va llegir i va comentar els esborranys del manifest democràtic Carta 08 i ajudà a fundar un PEN Centre independent.
Yu es va convertir en l'autor més venut a la Xina i en 2012 havia escrit més de 30 llibres. Tanmateix les seves crítiques al govern van fer que eventualment les seves obres fossin prohibides a la Xina continental.
In 2004 va publicar Disculpes al Tibet (向西藏懺悔) a boxun.com que va expressar el seu pesar pel domini xinès del Tibet i va elogiar els esforços del monjo proindependentista Palden Gyatso. La seva peça va ser criticada pels cibernautes xinesos i va ser denostada per estudiants d'ultramar a Los Angeles per atacar la "unitat nacional", però va desqualificar aquests crítics com a joves enfurismats amb el cervell rentat. Yu Jie també promou la reconciliació amb el Japó, la invasió de l'Iraq de 2003 i la llibertat religiosa a la Xina per als cristians, després de convertir-se ell mateix al cristianisme.

## Arrest en 2010
Yu va ser detingut per funcionaris de seguretat al juliol de 2010 per debatre sobre el seu següent llibre El Millor Actor de la Xina: Wen Jiabao "una critica mordaç" del primer ministre xinès Wen Jiabao que Yu pretenia publicar a Hong Kong. El llibre argumentava que la persona pública càlida i empàtica de Wen era simplement una façana i que compartia els mateixos objectius d'altres líders xinesos. Segons Yu, un funcionari va declarar que el seu llibre estava "perjudicant la seguretat de l'estat i l'interès nacional", i si es publiqués, probablement, Yu estaria empresonat "durant molts anys". Tanmateix Yu va procedir a publicar el llibre a l'agost.
El 8 d'octubre de 2010, el bon amic de Yu Liu Xiaobo va guanyar el Premi Nobel de la pau. El 13 d'octubre, Yu va ser posat sota arrest domiciliari, suposadament pels seus plans per escriure una biografia de Liu, així com per haver avançat amb la publicació del Millor Actor de la Xina. Més tard va escriure això durant aquest període, "Vaig ser torturat per la policia secreta del país i gairebé perdo la vida". Segons Yu, va ser despullat, cremat amb cigarrets, i batussat fins que va ser hospitalitzat.
La seva detenció domiciliària i la conseqüent prohibició de viatjar van durar fins a gener de 2012, moment en què ell i la seva família van emigrar als Estats Units. Després de la seva emigració, va enviar un informe de nou pàgines amb detall de la seva suposada tortura al Departament d'Estat dels Estats Units i al Consell de Drets Humans de les Nacions Unides. Va afirmar que continuava escrivint la biografia de Liu i que també estava treballant en una nova biografia del president xinès Hu Jintao titulada Hu Jintao: tirà de sang freda.

## Premis i honors
El 2012, Yu va ser obtenir el Premi al Coratge Civil de la Train Foundation amb seu als Estats Units. El premi reconeix "una ferma resistència al mal amb gran risc personal en lloc de valor militar." El premi comportava un honorari de $ 50,000. Va ser el primer xinès a guanyar el guardó i va afirmar que esperava que el premi animés els dissidents de la Xina.

## Vida personal
Yu té esposa, Liu Min, i un fill, Yu Guangyi. Es va convertir al cristianisme en 2003, i a la Xina era membre d'una església casolana.

## Obres
- Fire and Ice (1998), Economy Daily Press, China.
- Screams within Iron House (1998), Chinese Industry & Commerce Syndicate Press.
- Fire and Ice (1999), (Hong Kong edition), Cosmos Books.[13]
- To Say, or not to Say (1999), Culture and Art Publishing House.[14]
- Awkward Times (1999), YueLu Publishing House.[15]
- Civilization Pain (1999), (Self Anthology), Bai Hua Publishing House.[16]
- Fly the Wings (2000), China Film Publishing House.
- The Road of Wandering Hero - The Mind History of the Transformation Intellectuals in our times (2009), Taiwan Linking Publishing Co.
- China's Best Actor: Wen Jiabao (2010), New Century Publishing Co.[17]